# WEEKEND PLUS
『WEEKEND PLUS』（ウィークエンド・プラス）は、FM802とFM COCOLO（後者は2025年4月5日から）で放送されているラジオ番組。

## 概要
2017年4月の改編からFM802で放送開始された番組。「アナタの週末を“プラス”するグッドミュージック」をコンセプトに、音楽とトークを届ける2時間の生放送番組。
2025年4月の改編より、1局2波体制であるFM802とFM COCOLOで同時放送を行う『FM802 & FM COCOLO DUAL MUSIC PROGRAM』としてFM COCOLOでも放送開始となった。
X（旧Twitter）での番組公式のハッシュタグは、「＃おはぷら」。

## 放送時間
| 放送局    | 放送期間       | 放送時間               | 備考   |
| --------- | -------------- | ---------------------- | ------ |
| FM802     | 2017年4月1日 - | 土・日曜日 5:00 - 7:00 | 制作局 |
| FM COCOLO | 2025年4月5日 - | 土・日曜日 5:00 - 7:00 |        |

## DJ
- 田中麻希（2023年4月1日 - ）

### 過去のDJ
- 深町絵里（2017年4月1日 - 2018年3月31日）
- 竹内琢也（2018年4月1日 - 2019年3月31日）
- 田中乃絵（2019年4月6日 - 2023年3月26日）

## コーナー
- エンタメPLUS+

土曜日 6:20
ワクワクをプラスするエンターテインメント情報を紹介するコーナー。
- ビビッド・ブックマーク

日曜日 6:20
田中がビビっときたお気に入りのモノやことを紹介するコーナー。